# Israel Abrahams
Israel Abrahams (Londra, 26 novembre 1858 – Cambridge, 6 ottobre 1925) è stato un ebraista inglese. Insegnò all'Università di Cambridge.

## Opere
- 1896 – The Jewish life in the Middle Ages
- 1917 e 1924 – Studies in the Pharisaism and the Gospels (2 volumi)